# Чемпионат мира по шоссейным велогонкам 1972
Чемпионат мира по шоссейному велоспорту 1972 года проходил 6 августа в Гапе, Франция. В связи с олимпиадой в Мюнхене состязания проходили только среди профессионалов.

## Призёры
| Велогонка     | Золото                       | Золото   | Серебро                  | Серебро     | Бронза                 | Бронза      |
| ------------- | ---------------------------- | -------- | ------------------------ | ----------- | ---------------------- | ----------- |
| Мужчины       |                              |          |                          |             |                        |             |
| Профессионалы | Марино Бассо · Италия        | 7ч05’59" | Франко Битосси · Италия  | то же время | Сирилл Гимар · Франция | то же время |
| Женщины       |                              |          |                          |             |                        |             |
| Профессионалы | Женевьева Гамбилон · Франция |          | Любовь Задорожная · СССР |             | Анна Конкина · СССР    |             |